# 国民精神作興ニ関スル詔書
国民精神作興ニ関スル詔書（こくみんせいしんさくこうにかんするしょうしょ、旧字体：國民精󠄀神󠄀作興ニ關スル詔書）は、1923年（大正12年）11月10日に大正天皇の名で摂政宮（皇太子裕仁、後の昭和天皇）が渙発した詔書。

## 概要
この詔書は、1923年（大正12年）11月10日、大正天皇の名で摂政宮（皇太子裕仁、後の昭和天皇）が署名して御璽を捺し、山本権兵衛内閣総理大臣以下第2次山本内閣の国務各大臣が副署した。翌11日には、詔書の趣旨を一層深く国民に徹底するためとして、詔書の内容を説明する文書を内閣総理大臣告諭として発した。その翌日12日の地方長官会議の席では山本首相の訓示でこの詔書に言及し、翌13日の同会議では後藤新平内務大臣が、翌14日の同会議では岡野敬次郎文部大臣がこの詔書に言及し、重ねてその周知徹底を図った。
1948年（昭和23年）6月19日、国民精神作興ニ関スル詔書は、衆議院における「教育勅語等排除に関する決議」および参議院における「教育勅語等の失効確認に関する決議」によって、教育ニ関スル勅語（教育勅語）などとともに失効確認が決議された。

## 本文
- 読み

朕惟（おも）うに、国家興隆（こっかこうりゅう）の本（もと）は、国民精神（こくみんせいしん）の剛健（ごうけん）に在り、之（これ）を涵養（かんよう）し、之を振作（しんさく）して以て国本（こくほん）を固くせざるべからず。是（これ）を以て、先帝（せんてい）意（い）を教育に留（とど）めさせられ、国体（こくたい）に基（もとづ）き、淵源（えんげん）に遡（さかのぼ）り、皇祖皇宗（こうそこうそう）の遺訓（いくん）を掲（かか）げて、其（そ）の大綱（たいこう）を昭示（しょうじ）したまい、後（のち）又（また）臣民（しんみん）に詔（みことのり）して、忠実勤倹（ちゅうじつきんけん）を勧（すす）め、信義（しんぎ）の訓（おしえ）を申（かさ）ねて、荒怠（こうたい）の誡（いましめ）を垂（た）れたまえり。是（こ）れ皆（みな）道徳を尊重して国民精神を涵養振作（かんようしんさく）する所以（ゆえん）の洪謨（こうぼ）に非（あら）ざるなし。爾來（じらい）趨向（すうこう）一定（いってい）して、効果大に著（あらわ）れ、以て国家の興隆（こうりゅう）を致せり。朕即位（そくい）以来、夙夜（しゅくや）兢兢（きょうきょう）として常に紹述（しょうじゅつ）を思いしに、俄（にわか）に災変（さいへん）に遭（あ）いて、憂悚（ゆうしょう）交々（こもごも）至れり。
輓近（ばんきん）学術益々（ますます）開け、人智（じんち）日に進む。然（しか）れども浮華放縦（ふかほうしょう）の習（ならい）漸（ようや）く萠（きざ）し、軽佻詭激（けいちょうきげき）の風（ふう）も亦（また）生（しょう）ず。今に及びて、時弊（じへい）を革（あらた）めずんは或（あるい）は、前緒（ぜんしょ）を失墜（しっつい）せんことを恐（おそ）る。況（いわん）や、今次（こんじ）の災禍（さいか）甚（はなは）だ大（だい）にして、文化の紹復（しょうふく）国カ（こくりょく）の振興（しんこう）は皆（みな）国民（こくみん）の精神（せいしん）に待（ま）つをや。是（こ）れ実（じつ）に上下協戮（しょうかきょうりく）振作更張（しんさくこうちょう）の時（とき）なり。振作更張（しんさくこうちょう）の道は他なし。先帝（せんてい）の聖訓（せいくん）に恪遵（かくじゅん）して、其（そ）の實効（じっこう）を挙（あ）ぐるに在るのみ。宜（よろし）く教育の淵源を崇（たっと）びて智德（ちとく）の並進（へいしん）を努め、綱紀（こうき）を粛正（しゅくせい）し、風俗を匡励（きょうれい）し、浮華放縦を斥（しりぞ）けて、質実剛健（しつじつごうけん）に趨（おもむ）き、軽佻詭激（けいちょうきげき）を矯（た）めて、醇厚中正（じゅんこうちゅうせい）に帰（き）し、人倫（じんりん）を明（あきらか）にして、親和（しんわ）を致（いた）し、公徳（こうとく）を守りて秩序を保ち、責任を重（おもん）じ、節制（せっせい）を尚（たっと）び、忠孝義勇（ちゅうこうぎゆう）の美（び）を揚（あ）げ、博愛共存（はくあいきょうぞん）の誼（ぎ）を篤（あつ）くし、入（い）りては恭儉勤敏（きょうけんきんびん）業（ぎょう）に服し、産を治（おさ）め出でては一已（いっこ）の利害に偏（へん）せずして、カ（ちから）を公益（こうえき）世務（せいむ）に竭（つく）し、以て国家の興隆と民族の安栄（あんえい）社会（しゃかい）の福祉とを図（はか）るべし。朕は臣民の協翼（きょうよく）に頼（たよ）りて弥々（いよいよ）国本（こくほん）を固くし、以て大業（たいぎょう）を恢弘（かいこう）せんことを冀（こいねが）う。爾（なんじ）臣民（しんみん）其（そ）れ之（これ）を勉（つと）めよ。